# Villaviciosa de Córdoba
Villaviciosa de Córdoba és un municipi de la província de Còrdova a la comunitat autònoma d'Andalusia, a la comarca de Valle del Guadiato.

## Demografia
| 1996  | 1998  | 1999  | 2000  | 2001  | 2002  | 2003  | 2004  | 2005  | 2006  |
| ----- | ----- | ----- | ----- | ----- | ----- | ----- | ----- | ----- | ----- |
| 3.911 | 3.832 | 3.877 | 3.854 | 3.783 | 3.774 | 3.679 | 3.667 | 3.657 | 3.601 |